# (8773) Torquilla
(8773) Torquilla (5006 T-2) – planetoida z pasa głównego asteroid okrążająca Słońce w ciągu 5,56 lat w średniej odległości 3,14 au. Odkryta 25 września 1973 roku.